# 鉄の骨
『鉄の骨』（てつのほね）は、池井戸潤の小説。月刊文芸PR誌『IN★POCKET』（講談社）にて2007年5月号から2009年4月号まで連載され、2009年10月7日に同社から単行本が刊行された。2011年11月15日には講談社文庫版が刊行された。第142回直木賞候補作、第31回吉川英治文学新人賞受賞作。
2010年7月3日から7月31日まで、NHK総合『土曜ドラマ』枠でテレビドラマ化され、2015年には韓国でリメイクされた。2020年4月18日から5月16日までWOWOW『土曜ドラマW』枠において国内では2度目となるテレビドラマが放送された。

## あらすじ
中堅ゼネコン・一松組に入社して4年目の富島平太はある日突然、業務課への異動を命じられる。大学の建築学科を卒業し、入社以来現場を担当してきた平太にとって、営業を担当する業務課は正に畑違いの部署だった。
着任早々、区役所への挨拶を命じられた平太は、公共工事の最低入札価格や指名入札業者の数に探りを入れる上司と役人とのやり取りにはらはらする。その日の夜の飲み会で平太は、業務課が通称「談合課」と呼ばれる部署であること、談合がなければ建設業界は立ち行かないため談合は「必要悪」であることを聞かされる。
談合は本当に悪なのか、平太の苦悩の日々が始まる。時を同じくして、2000億円規模の地下鉄敷設という大型公共事業の情報が入る。地下鉄工事に関して豊富な知識やノウハウを誇る一松組は独自技術によりコスト的優位に立つが、社内外のしがらみから、一松組そして平太も談合に関わらざるを得なくなる。東京地検特捜部が水面下で捜査を進める中、この大型公共事業の入札が始まる。入札の結果は、そして一松組と平太の運命は。

## 登場人物
以下、原作に準拠。

### 一松組
建設部門と土木部門がある中堅ゼネコン。バブル崩壊の激動期を乗り切ったが、不況の波を脱しきれず、業績不振が続いている。「地下鉄の一松」の異名を取るほど実績があり、地下鉄に関する技術やノウハウは世界一である。
富島 平太（とみしま へいた）
大学（建築学科）卒業後、一松組へ入社。現在4年目の若手。信州上田市出身。大手ゼネコンを何社か受けたが、全て不採用だった。突然、専門外の部署である業務課に異動を命じられる。
西田 吾郎（にしだ ごろう）
業務課。一見お調子者だが、仕事のできる男。業務課の実務を支えている。平太の良き先輩。
尾形 総司（おがた そうじ）
常務。将来の社長候補と言われる。平太の業務課への異動を推した。元は、大手ゼネコン・清水組の役員で、一松組の二代目社長を支えるために、初代会長に三顧の礼を以て迎えられた。
松田 篤（まつだ あつし）
社長。創業家出身のボンクラ。
永山 徹夫（ながやま てつお）
54歳。バツイチ。平太の建設現場時代の上司。ずんぐりむっくりした体型。社内では「マンションの永山」と異名を取る。
柴田 理彩（しばた りさ）
業務課の紅一点。勝ち気な性格。
兼松 巌夫（かねまつ いわお）
業務課課長。一見頼りないタイプ。
金本 政志（かねもと まさし）
営業部長。営業畑一筋。ストライプ・スーツにサングラスがトレードマーク。
仁王 龍彦（におう たつひこ）
生産本部土木技術部特殊工法グループ係長。トンネル工事のスペシャリスト。名前の通り、金剛力士を思わせる大男。

### 白水銀行
一松組のメインバンク。
野村 萌（のむら もえ）
平太の彼女。大学のテニスサークルで一緒だったが、付き合うようになったのは互いに社会人になってから。新宿支店の為替係。建設業界の常識に染まっていく平太と心が離れ、同時に銀行的な視点と平太にない大人の魅力を持つ園田に惹かれてゆく。
園田 俊一（そのだ しゅんいち）
新宿支店融資課。萌より4歳年上。マクロ的発想を持っており、萌の知的好奇心を満たす。萌に彼氏がいることを知りながらも好意を持ち、強くアプローチして行く。
育ちの良いエリート銀行マン。一松組とそこに勤める平太を見下している。
高橋 瑠衣（たかはし るい）
萌の同期。園田のことが好き。
江坂 禎治郎（えさか ていじろう）
新宿支店長。一松組への融資を渋る。

### 建設業界
山本（やまもと）
トキワ土建社長。43歳。5年前に大手ゼネコン真野建設を中途退職し、トキワ土建を興した。
和泉 勇人（いずみ はやと）
中堅ゼネコン上位のタキザワ建設専務。関東の道路工事を仕切る、談合の「ドン」のような存在。
三橋 萬造（みつはし まんぞう）
山崎組の顧問。巨大な公共工事を取り仕切り、「天皇」と呼ばれる業界の大物フィクサー。佐久穂町生まれで、平太の母の実家のことも知っている。妻・美津子は城山の妹。古い業界体質を嫌っており、公共工事は公正な競争で決めるべきだと考えており、城山と度々衝突する。
長岡 昇（ながおか のぼる）
大手ゼネコン真野建設の営業部長。JVで地下鉄工事の落札の調整を三橋に頼む。

### その他
城山 和彦（しろやま かずひこ）
当選8回を誇る、道路族の大物議員。与党の国対委員長も務めたことがある党の重鎮だが、政治資金に関する生臭い噂が絶えない。
内藤 肇（ないとう はじめ）
東京地検特捜部長。庁内でも一目置かれる実績の持ち主。

## 書籍情報
- 単行本：講談社、2009年10月8日[1]、ISBN 978-4-06-215832-9
- 文庫本：講談社文庫、2011年11月15日[2]、ISBN 978-4-06-277097-2

## テレビドラマ

### NHK版
NHK名古屋放送局制作でテレビドラマ化され、NHK総合「土曜ドラマ」枠で2010年7月3日から7月31日まで放送された。全5回。主演は本作がNHKドラマ初出演・初主演となる小池徹平。2010年7月度ギャラクシー賞月間賞受賞作。
2007年に間組が自首し大林組の元幹部や清水建設、鹿島建設などゼネコン5社の営業担当者が逮捕された、名古屋市発注の地下鉄延伸工事をめぐる談合事件がモデルになっている。

#### キャスト（NHK版）
一谷組
- 富島平太 - 小池徹平：土木統括本部営業一課。
- 遠藤安男 - 豊原功補：土木統括本部営業一課長 → 名古屋支店へ異動（左遷）。
- 西田吾郎 - カンニング竹山：遠藤の後任として土木統括本部営業一課長代理に。
- 柴田理彩 - 小谷早弥花：土木統括本部営業一課OL。
- 竹下庄一 - 秋野太作：土木統括本部営業一課員。元・国土建設省役人。
- 吉川良哉 - 矢島健一：一谷組専務。
- 尾形総司 - 陣内孝則：一谷組常務。
- 松田篤 - 笹野高史：一谷組社長。業界内でも「ゴルフ好きの5代目のボンボン」と認知されている。
- 永山徹夫 - 大河内浩：平太の現場勤務時の上司。

白水銀行
- 野村萌 - 臼田あさ美：白水銀行初台支店のOL。平太の恋人。
- 園田俊一 - 宅間孝行：白水銀行本部・融資審査部勤務。萌に想いを寄せる。

山関組
- 三橋萬造 - 中村敦夫：山関組顧問。
- 和泉勇人 - 金田明夫：山関組営業部長。談合を取り仕切る「ボス」。
- 市原範一 - 真実一路：山関組社長。

真屋建設
- 長岡昇 - 志賀廣太郎：真屋建設営業部長。
- 迫水頼久 - 石田太郎：真屋建設社長。

トキワ土建
- 山本勲 - 高橋一生：脱談合を社是に掲げる若き社長。
- 榊原保 - 渡辺哲：トキワ土建営業本部長。

一谷・真屋・山関と共に談合をするグループ
- 田中勝 - 田中実：三沖建設営業課長。
- 牛島雅彦 - 草見潤平：岩波工務店営業課長。
- 岸原薫 - 菅原大吉：村河建設営業課長。
- 社長 - 沼崎悠、阿部六郎：建設会社社長。

その他の人々
- 細井 - ヨシダ朝：国土建設省・東部地方開発局の担当官。（第1-2回）
- 三橋満子 - 高林由紀子：三橋萬造の妻。（第1・3-5回）
- 城山和彦 - 北村総一朗：衆議院議員。建設族の大物議員。（第2回より）
- 坂元敦志 - 寺島進：一谷組の下請け会社、坂元舗装の社長。（第2回）
- 富島八重子 - 松田美由紀：平太の母親。岐阜県郡上八幡で美容室を経営。（第2-3・5回）
- 北原慎二  - 小市慢太郎：東京地検特捜部検事。ゼネコン汚職の主任検事。（第3回より）
- 長岡妙子 - 烏丸せつこ：長岡昇の妻。（第4回）
- 内藤肇 - 多田木亮佑：（第4回）
- メーカーの社員 - 近江谷太朗：一谷組の取引メーカーの社員。（第4回）

#### スタッフ（NHK版）
- 原作 - 池井戸潤『鉄の骨』（講談社刊）
- 脚本 - 西岡琢也
- 音楽 - 川井憲次
- 演奏 - コンセール・レニエ
- 主題歌 - moumoon「トモシビ」
- 演出 - 柳川強、松浦善之助、須崎岳
- 制作統括 - 磯智明
- 制作 - NHK名古屋放送局
- 制作・著作 - NHK名古屋放送局

#### 放送日程（NHK版）
| 放送回                                                    | 放送日        | サブタイトル     | 演出       | 視聴率 |
| --------------------------------------------------------- | ------------- | ---------------- | ---------- | ------ |
| 第1回                                                     | 2010年7月03日 | 談合課勤務を命ず | 柳川強     | 6.4%   |
| 第2回                                                     | 7月10日       | 生き残りゲーム   | 松浦善之助 | 5.5%   |
| 第3回                                                     | 7月17日       | 地下鉄争奪戦     | 柳川強     | 5.1%   |
| 第4回                                                     | 7月24日       | 誰にも言えない   | 須崎岳     | 6.1%   |
| 最終回                                                    | 7月31日       | 最後の入札       | 松浦善之助 | 4.4%   |
| 平均視聴率 5.5%（視聴率は関東地区・ビデオリサーチ社調べ） |               |                  |            |        |

| NHK 土曜ドラマ                                 | NHK 土曜ドラマ                | NHK 土曜ドラマ                   |
| 前番組                                         | 番組名                        | 次番組                           |
| ---------------------------------------------- | ----------------------------- | -------------------------------- |
| チェイス〜国税査察官〜 (2010.4.17 - 2010.5.22) | 鉄の骨 (2010.7.3 - 2010.7.31) | チャンス (2010.8.28 - 2010.10.2) |

### WOWOW版
WOWOW「連続ドラマW」で2020年4月18日から5月16日まで放送された。主演は神木隆之介。全5話。

#### キャスト（WOWOW版）

##### 池松組
富島平太〈26〉
演 - 神木隆之介
主人公。現場主任→業務部。長野県上田市出身。
尾形の指名で業務部へ異動となり、社内外のしがらみや談合に関わらざるを得なくなる。
西田吾郎
演 - 中村獅童
業務部次長。長年同部署に在籍し経験豊富。平太の教育係的存在で頼れる先輩。
柴田理彩
演 - 小雪
業務部。同部署の紅一点。西田の同期。
兼松巌夫
演 - 宮川一朗太
業務部長。
永山徹夫
演 - 皆川猿時
現場所長。実直な平太に「清濁併せ吞む」ことが建設業界で生き残るコツと諭す。
尾形とは彼が大手ゼネコン在籍時にジョイントベンチャーを組んで仕事をしたときからの友人。
松田篤
演 - 木下ほうか
六代目社長。創業家の御曹司で社長を継承した。
尾形総司〈53〉
演 - 内野聖陽
常務。元大手ゼネコンの役員で先代社長に乞われ傾きかけていた池松組を立て直した切れ者。
新卒採用の最終面接で平太を期待以上の仕事ができる若者と見込み、談合課と呼ばれる業務部へ呼び寄せる。

##### 白水銀行
野村萌
演 - 土屋太鳳
新宿支店為替係。平太の学生時代からの恋人。
園田俊一
演 - 向井理
新宿支店融資課のエリート行員。萌のことを見染め、彼氏の平太がいることを知りながらアプローチをかける。
ニューヨーク支店への転勤を機に萌へプロポーズし、現地への同行を求める。

##### 談合の関係者
三橋萬造
演 - 柴田恭兵（青年期：辻岡甚佐）
山舘組顧問。「建設業界の天皇」の異名を持つ建設業界のフィクサー。城山の義弟。平太の母・八重子とは同郷の知人。
尾形の紹介で知り合った平太と同郷の縁で関係を深める。
長岡昇〈57〉
演 - 六角精児
大手ゼネコン「真延建設」営業部長。地下鉄工事を談合で落札すべく、調整を三橋に願い出る。
岸原貴之〈56〉
演 - 利重剛
大手ゼネコン「猪田組」常務。
木村亮一〈55〉
演 - 長谷川公彦
大手ゼネコン「青川建設」専務。
山本誠司〈43〉
演 - 小手伸也
トキタ土建社長。真延建設出身。脱談合を標榜するが、公共事業に新規参入し実績を作るべく城山へ袖の下を渡す。
茂原通彦
演 - 東根作寿英
総一コンサルタント社長。建設業界からもたらされる城山への裏金のマネーロンダリングを担う。
城山和彦〈65〉
演 - 西岡德馬
民政党の衆議院議員。道路族の重鎮。三橋の義兄（三橋の妻の兄）で、彼に談合の調整役を務めさせる。

##### 東京地検特捜部
内藤肇
演 - 石丸幹二
副部長。建設利権に絡む城山への裏金の流れと、地下鉄工事の官製談合を内偵捜査する。
北原慎司
演 - 長谷川朝晴
検事。内藤とともに城山の官製談合を追う。
埜村隆伸
演 - 金井勇太
検事。内藤とともに城山の官製談合を追う。
嶋野一郎
演 - 橋本良亮（A.B.C-Z）
事務官。

##### その他
富島八重子
演 - 宮崎美子（青年期：石井心咲）
平太の母親。三橋と同郷の知人。
富島
演 - 大高洋夫
平太の父親。茶屋「浜野屋」店主。

##### ゲスト

###### 第1話
田巻芳治
演 - 小河原義経
津ノ共建設の従業員。禁煙のビル工事現場で喫煙し平太から注意されると吸殻をコンクリート打設中の基礎に捨てたため、平太を激高させる。
増川幸二
演 - 阪田マサノブ
津ノ共建設の従業員。田巻を注意した平太に平謝りするが、永山から出入禁止にすると警告されると平身低頭で謝罪し、田巻に頭を下げさせ吸殻を回収させる。
花井虎之助
演 - 吉岡睦雄
渋谷区の道路課長。西田から神宮前地下道路工事での入札情報の探りを入れられる。
道路課職員
演 - 飯田祐真
花井に面会するため区役所を訪れた西田と平太に、業者への取次ぎは出来ないと断りをいれる。
和泉優人
演 - 信太昌之
コレザワ建設専務。関東の道路工事で落札企業の割り振りを調整する仕切り屋。西田から神宮前地下道路工事での談合を持ち掛けられる。
トキタ土建の従業員
演 - 森岡豊
神宮前地下道路工事の入札で西田から調整（談合）を持ち掛けられる。
建材業者
演 - 原田志（第3話）
マキシム建材の従業員。神宮前地下道路工事へ納入する資材を西田に買い叩かれる。
地下鉄工事ではコストダウンの要求に音を上げ降りてしまう。
建材業者
演 - 大西武志（第4話）
京浜建材の部長。他の工事で還元すると神宮前地下道路工事へ納入する資材の値下げを西田から交渉され拒むが、尾形からの交渉に折れ値下げする。
高橋瑠衣
演 - 藤本泉（最終話）
新宿支店為替係。萌の同僚。
区職員
演 - 芹澤名人
神宮前地下道路工事の入札を取り仕切る。

###### 第2話
競馬実況のアナウンサー
声 - 大川充夫
尾形が平太を競馬に誘った際の競馬場の実況アナウンサー。
池松組の社員
演 - 加藤衛（第3話）、安藤広郎（役名：別府良平、第3話・最終話）
地下鉄工事を受注すべくコストダウンを呼びかける業務部が招集した会議に出席し、掘削の工法変更に難色を示す。
加藤英次
演 - 平野貴大（最終話）
白水銀行新宿支店の行員。東京地検特捜部が取引内容の調査に現れたと萌たちに伝える。
臼谷徹郎
演 - 中澤隆範
衆議院議員。後援会の集会で城山から応援コメントをもらう。
樋口洋平
演 - 坂本直季
臼谷徹郎の集会の司会者。
仁王龍彦
演 - 浜田学
池松組土木技術部次長。平太から抜本的に工事の工法を変えられないかと相談を受け、工期を短縮し総額で従来比20パーセントのコストダウンが見込める特許申請中の自由断面シールド工法を提案する。
- 山本郁子、牟田浩二[19]（役名：松山忠吉、第3話）

###### 第3話
金本政志
演 - 戸田昌宏（第2話）
池松組積算部部長。地下鉄工事のコストダウン計画の数字に現実味がないと西田に指摘される。
江坂
演 - 伊東孝明
白水銀行新宿支店長。池松組がジョイントベンチャーでなく単独で地下鉄工事の請け負いを目指すことから運転資金の500億円の融資を渋る。

###### 最終話
検事正　
演 - 小須田康人
東京地検・検事正。地下鉄工事で三橋を介し城山が仕組んだ官製談合が行われると内藤から説明を受け、摘発するよう命令する。
検事
演 - 藤井宏之、関本巧文
東京地検特捜部の検事。地下鉄工事の談合入札を摘発する準備を進める。
武藤
演 - えんじ則之
公正取引員会の審査官。東京地検特捜部と合同で談合入札の摘発を進める。
都庁職員
演 - 廻飛呂男
地下鉄工事の入札を取り仕切る。
検事
演 - 松山傑（役名：松山、第2話）、伊藤浩志（第2話）、古谷朋弘（第2話）
東京地検特捜部の検事。総一コンサルタントを家宅捜索する。
秘書
演 - 蔵本康文
城山の秘書。
アナウンサー
声 - 渋佐和佳奈（第2話）
地下鉄工事の談合入札が摘発され、関連するゼネコンで東京地検特捜部による家宅捜索が行われたニュースを伝える。
役人
演 - 田中美央
池松組が参加する入札を取り仕切る。

#### スタッフ（WOWOW版）
- 原作 - 池井戸潤『鉄の骨』（講談社文庫）
- 脚本 - 前川洋一
- 監督 - 鈴木浩介、北野隆
- 音楽 - 羽岡佳
- プロデューサー - 青木泰憲、内丸摂子
- 製作 - WOWOW

#### 放送日程（WOWOW版）
| 各話   | 放送日        | 監督     |
| ------ | ------------- | -------- |
| 第1話  | 2020年4月18日 | 鈴木浩介 |
| 第2話  | 4月25日       | 鈴木浩介 |
| 第3話  | 5月02日       | 鈴木浩介 |
| 第4話  | 5月09日       | 鈴木浩介 |
| 最終話 | 5月16日       | 北野隆   |

| WOWOW 連続ドラマW 土曜オリジナルドラマ                            | WOWOW 連続ドラマW 土曜オリジナルドラマ | WOWOW 連続ドラマW 土曜オリジナルドラマ                                 |
| 前番組                                                            | 番組名                                 | 次番組                                                                 |
| ----------------------------------------------------------------- | -------------------------------------- | ---------------------------------------------------------------------- |
| パレートの誤算 〜ケースワーカー殺人事件 （2020年3月7日 - 4月4日） | 鉄の骨 （2020年4月18日 - 5月16日）     | 大江戸グレートジャーニー 〜ザ・お伊勢参り〜 （2020年6月6日 - 7月11日） |

### 韓国版
『태양의 도시』（意訳：太陽の都市）のタイトルで2015年1月30日から4月7日まで韓国のMBCドラマネットにてリメイク版が放送された。主演はキム・ジュン。全16話。池井戸潤原作の作品で、初の海外での映像化である。
建設業界の不正で父を自殺に追い込まれた主人公の大手ゼネコンへの復讐劇、その過程で出会う3人の女性とのラブロマンスの要素が盛り込まれる。

#### キャスト（韓国版）
- 主要人物
  - カン・テヤン - キム・ジュン：チョンドン建設現場主任→マルグン建設社長。
  - ハン・ジス - ソン・ミンジョン：建築士、テヤンの恋人。
  - ソ・ヘジン - チョン・ジュヨン：ソ会長の末娘。
  - ユン・ソンヒ - キム・ソンギョン：リース会社・消費者金融の女社長。
  - ソ・ウジン - チョン・ミン：韓国建設常務、ソ会長の息子。
- 周辺人物
  - ソ・ドンジュン - ユン・スンウォン：韓国建設会長、テヤンの真の仇敵。
  - パク・ユンシク - イム・デホ：チョンドン建設現場所長。
  - カンダグ・パク - ソン・ミンソク：撤去屋社長、テヤンの仇敵。
  - ベ・ミョンジェ - チョン・ハニョン：議員。
  - ソ・ウンジン - ソ・ジヨン：ソ会長の娘、ヘジンの姉。
  - チェ・デウン - イ・ヒソク：テヤンの友人、大学の同期。
  - チェ・ユニ / チェ・ギジャ - ハ・ユニ：記者。
  - ジョ・ミンジュ - ダビ
- その他
  - アン・サンデ、キム・ドクヒョン、ユ・ピルラン、ソ・ジンウォン、ジョ・ソンムク

#### スタッフ（韓国版）
- 脚本 - ジョン・ジェホン、イム・リラ、パク・ギヒョン
- 演出 - パク・ギヒョン、チョン・フンスン
- 製作 - イロクリエーション

#### サブタイトル
日本では現時点で未放映のため、参考までに韓国放映時のサブタイトルを記述する。
| 回     | 放送日        | サブタイトル |
| ------ | ------------- | --- |
| 第1回  | 2015年1月30日 | 강태양 복수를 꿈꾸다 （カン・テヤン 復讐を夢見て）                                                                                    |
| 第2回  | 1月31日       | 강태양 엇갈린 사랑이 시작되다 （カン・テヤン 交錯する愛が始まる）                                                                     |
| 第3回  | 2月06日       | 강태양 부실공사와 마주하다!! （カン・テヤン 不良工事に立ち向かう!!）                                                                  |
| 第4回  | 2月07日       | 강태양, 건설 관행에 대항하다!! （カン・テヤン、建設慣行に立ち向かう!!）                                                               |
| 第5回  | 2月13日       | 강태양, 건설 인생 최대의 난관에 부딪치다!! （カン・テヤン、建設人生最大の難関にぶつかる!!）                                           |
| 第6回  | 2月14日       | 강태양, 을의 반격이 시작되다!! （カン・テヤンの反撃が始まる!!）                                                                       |
| 第7回  | 2月20日       | 강태양, 윤선희를 만나다 （カン・テヤン、ユン・ソンヒに出会う）                                                                        |
| 第8回  | 2月21日       | 강태양 해고 당하다!! （カン・テヤン 解雇される!!）                                                                                    |
| 第9回  | 2月27日       | 강태양의 맑은건설이 설립되다!! （カン・テヤンのマルグン建設が設立される!!）                                                           |
| 第10回 | 2月28日       | 강태양, 반값 아파트를 실현하다!! （カン・テヤン、半額アパートを実現する!!）                                                           |
| 特集   | 3月06日       | 태양의도시 중간결산 （太陽の都市の中間決算）                                                                                          |
| 第11回 | 3月07日       | 반값아파트 만들어 질 수 있을까?!! （半額アパートを作れるか?!!）                                                                       |
| 第12回 | 3月13日       | 강태양 어머니를 구하기위해 불구덩이로 뛰어들다!! （カン・テヤン 母を救うために火中に飛び込む!!）                                      |
| 第13回 | 3月14日       | 갑의 횡포 동영상, 세상에 공개되다!! （ウジンの横暴動画が世界に公開される!!）                                                          |
| 第14回 | 3月20日       | 갑의 횡포를 응징하다!! （ウジンの横暴に報復する!!）                                                                                   |
| 第15回 | 3月21日       | 역사상 최대 건설규모인 벽란도 프로젝트에 태양의 모든 것을 걸다!! （史上最大の建設規模・碧瀾渡プロジェクトにテヤンはすべてを賭ける!!） |
| 第16回 | 4月07日       | 최종회 （最終回） |